# Anders Andersen (bryder)
 For alternative betydninger, se Anders Andersen (flertydig). (Se også artikler, som begynder med Anders Andersen)
Anders Peter Andersen  (26. oktober 1882 i København – 19. februar 1961 i København) var en dansk bryder
Andersen deltog som dansk repræsentant ved de olympiske sommerlege i 1908 og 1912. Han vandt bronze i mellemvægtsklassen 1908 og nåede 2. runde 1912.
Andersen var medlem af AK Dan i København.